# آرامگاه حبیب یغمایی
آرامگاه استاد حبیب یغمائی مربوط به دوره پهلوی است و در شهرستان خورو بیابانک، شهر خور، در حاشیه جنوب شرقی، انتهای خیابان حبیب یغمائی واقع شده و این اثر در تاریخ ۲۲ آبان ۱۳۸۶ با شمارهٔ ثبت ۱۹۸۵۳ به‌عنوان یکی از آثار ملی ایران به ثبت رسیده است.